# WNBA All-Star Game
L'All-Star Game è uno degli eventi più importanti della stagione WNBA.
Si tratta di un week-end di gare spettacolari ed emozionanti, come la gara di tiro da tre punti e lo skills-challenge, che culminano nella domenica sera con una sfida tra due squadre: si tratta di due selezioni (scelte dal pubblico) composte rispettivamente delle migliori giocatrici della Eastern Conference e quelle della Western Conference.
Nel 2008 non è stato disputato a causa della concomitanza con le Olimpiadi di Pechino.
Nelle edizioni 2004 e 2010 non c'è stato il classico confronto tra Eastern Conference e Western Conference ma tra Nazionale USA e una selezione WNBA.
Il primo "WNBA All-Star Game" si tenne a New York il 14 luglio 1999.

## Risultati dell'All-Star Game
OT = Over-Time (Tempi supplementari)
| Anno | Risultato               | Squadra Ospitante        | MVP                               |
| 1999 | West 79, East 61        | New York Liberty         | Lisa Leslie Los Angeles Sparks    |
| 2000 | West 73, East 61        | Phoenix Mercury          | Tina Thompson Houston Comets      |
| 2001 | West 80, East 72        | Orlando Miracle          | Lisa Leslie Los Angeles Sparks    |
| 2002 | West 81, East 76        | Washington Mystics       | Lisa Leslie Los Angeles Sparks    |
| 2003 | West 84, East 75        | New York Liberty         | Nikki Teasley Los Angeles Sparks  |
| 2004 | Non disputato           | Non disputato            | Non disputato                     |
| 2005 | West 122, East 99       | Connecticut Sun          | Sheryl Swoopes Houston Comets     |
| 2006 | East 98, West 82        | New York Liberty         | Katie Douglas Connecticut Sun     |
| 2007 | East 103, West 99       | Washington Mystics       | Cheryl Ford Detroit Shock         |
| 2008 | Non disputato           | Non disputato            | Non disputato                     |
| 2009 | West 130, East 118      | Connecticut Sun          | Swin Cash Seattle Storm           |
| 2010 | Non disputato           | Non disputato            | Non disputato                     |
| 2011 | East 118, West 113      | San Antonio Silver Stars | Swin Cash Seattle Storm           |
| 2012 | Non disputato           | Non disputato            | Non disputato                     |
| 2013 | West 102, East 98       | Connecticut Sun          | Candace Parker Los Angeles Sparks |
| 2014 | East 125, West 124 (OT) | Phoenix Mercury          | Shoni Schimmel Atlanta Dream      |
| 2015 | West 117, East 112      | Connecticut Sun          | Maya Moore Minnesota Lynx         |
| 2016 | Non disputato           | Non disputato            | Non disputato                     |